# Gérard Debaets
Gérard Debaets (Heule, Kortrijk, 17 de abril de 1899 - North Haledon, Estados Unidos, 27 de abril de 1959) fue un ciclista belga que se nacionalizó estadounidense en 1944. 
Fue profesional entre 1924 y 1944. Sus éxitos más importantes los consiguió en la década de los 20 con dos Tour de Flandes en 1924 y 1927, pero también destacó en las carreras de seis días. Sus hermanos César, Gaston-Octave, Michel y Arthur también fueron ciclistas. 

## Palmarés

### Ruta
1924
- Tour de Flandes
- Critérium des Aiglons, más 2 etapas

1925
- Campeonato de Bélgica en Ruta
- París-Bruselas

1927
- Tour de Flandes

### Pista
| 1925 - Seis días de Nueva York (con Pierre Goossens) 1927 - Seis días de Detroit (con Anthony Beckman) 1928 - Seis días de Nueva York (con Franco Giorgetti) - Seis días de Chicago (con Anthony Beckman) 1929 - Seis días de Nueva York (con Franco Giorgetti) - Seis días de Nueva York (2) (con Franco Giorgetti) 1930 - Seis días de Chicago (con Anthony Beckman) | 1933 - Seis días de Chicago (con Alfred Letourneur) - Seis días de Nueva York (con Alfred Letourneur) - Seis días de Montreal (con Alfred Letourneur) - Seis días de Toronto (con Alfred Letourneur) 1934 - Seis días de Nueva York (con Alfred Letourneur) - Seis días de Buffalo (con Alfred Letourneur) - Seis días de Chicago (con Alfred Letourneur) - Seis días de Detroit (con Alfred Letourneur) - Seis días de Filadelfia (con Alfred Letourneur) |

## Resultados en grandes vueltas ciclistas y Campeonatos del Mundo de Ciclismo en Ruta
| Carrera         | 1924 | 1925 | 1926 | 1927 | 1928 |
| --------------- | ---- | ---- | ---- | ---- | ---- |
| Giro de Italia  | -    | -    | -    | -    | -    |
| Tour de Francia | Ab.  | -    | -    | -    | -    |
| Vuelta a España | -    | -    | -    | -    | -    |
| Mundial en Ruta | -    | -    | -    | -    | -    |